# Burikko
Burikko (jap. ぶりっ子) ist ein japanischer Slang-Ausdruck für ein gekünstelt-kindliches Verhalten von Frauen. Der Ausdruck setzt sich aus einem Stamm des Verbs buru (振る, „angeben“, „großtun“) und dem Substantiv ko (子, „Kind“) zusammen und könnte etwa mit „Angebe(r)kind“, „So-tun-als-ob-Kind“ oder etwas freier als „vortäuschendes Kind“ übersetzt werden.
Burikko-Verhalten manifestiert sich in hoher Stimme, häufigem Kichern und generell übertrieben niedlichem Aussehen und Verhalten. Es wird meist bewusst und selektiv eingesetzt um Aufmerksamkeit, normalerweise die eines als Liebespartner begehrten Mannes, zu erregen, und ist dann meist auch mit einem Balzverhalten gegenüber der betreffenden Person verbunden. Die Popularität dieser Taktik ist in dem in Japan sehr stark verbreiteten Jugendkult zu sehen.
Der Ausdruck wird vor allem mit der Popsängerin Matsuda Seiko verbunden, die in den 1980er Jahren mit diesem Image große Popularität erreichte und viele Nachahmerinnen fand. Heutzutage (und unter Feministinnen von Anfang an) wird er jedoch eher abfällig verwendet. Ein ritualisiertes Balzverhalten kann nämlich auch ein  Beschwichtigungssignal sein, das gegenüber einem in einer Rangordnung als höher stehend anerkannten Individuum der Aggressionshemmung dient.
Ein ähnlicher Ausdruck ist wakazukuri (若作り, „Jungmachen“). Damit werden hauptsächlich Frauen (selten auch Männer) bezeichnet, die ihrem Alter unangemessen jugendliche Kleidung tragen. Anders als bei burikko unterstellt wakazukuri aber nicht unbedingt Kalkül und ist eher auf das Aussehen beschränkt.